# چارلز بیکفورد
چارلز بیکفورد (انگلیسی: Charles Bickford؛ ‏ ۱ ژانویهٔ ۱۸۹۱ – ۹ نوامبر ۱۹۶۷) یک هنرپیشه اهل ایالات متحده آمریکا بود.

## فیلم‌شناسی
از فیلم‌ها یا برنامه‌های تلویزیونی که وی در آن نقش داشته است، می‌توان به تندر درون، سوارکاری در اوج، آنا کریستی، خوی حیوانی، آوای برنادت، روزگار شراب و گل‌های سرخ، دوئل زیر آفتاب، جانی بلیندا، موش‌ها و آدم‌ها، خانم مارکر کوچک، دختر شانگهای، زنی در ساحل و دلفریب اشاره کرد.

## مرگ
بیکفورد  بر اثر ذات الریه و عفونت خون پس از مدت طولانی بستری شدن در بیمارستان درگذشت. 